# Брі Ларсон
Бріа́нна Са́йдоні Десолне́рс (англ. Brianne Sidonie Desaulniers; нар. 1 жовтня 1989, Сакраменто) — американська акторка, співачка, режисерка, сценаристка, продюсерка та блогерка. 
Володарка премії Оскар (2016) як найкраща акторка. Відомі роботи: «Ґрінберґ», «Скотт Пілігрим проти світу», «Мачо і ботан». У 2013 за драму «Короткий термін 12» була номінована на премії Незалежний дух і Critics' Choice. У 2015 році здобула загальне визнання за роль Джой «Ма» Ньюсом у драмі «Кімната», з'явилася у комедії «Дівчина без комплексів». За роботу у «Кімнаті» удостоєна Золотого глобуса, премії Critics' Choice, а також номінована на премію БАФТА, Незалежний дух, премію Гільдії кіноакторів США та «Оскар» за найкращу жіночу роль.

## Біографія
Народилася у Сакраменто в родині хіропрактиків Сільвена і Гізер Десолнерс. Батьки розлучились, коли Брі була дитиною, і вона з матір'ю та сестрою переїхала до Лос-Анджелеса. Навчалась акторській майстерності в American Conservatory Theater у Сан-Франциско. До цього навчалася вдома.

### Акторська кар'єра
Першою роботою були виступи у скетчах на Вечірньому шоу з Джеєм Лено.
Після цього вона пройшла кастинг у телесеріал «Schimmel», що так і не вийшов, через рак Шіммела. Пізніше прослуховувалась для шоу «In Your Dreams» телеканалу The WB і отримала роль Емілі, молодшої дочки героя Боба Сагета. Шоу перейменували в «Raising Dad», транслювали з жовтня 2001 року по травень 2002 та закрили після 22 епізодів.
Сказала, що її цікавлять фільми, які ілюструють «людський стан» і які «змушують людей відчувати себе більш схожими з собою [і] рештою світу». Її приваблюють ролі, які відрізняються від її власної особистості та включають теми соціальної активності. Фан Чжун з журналу W визначила тему «сексуальної привабливості, внутрішніх мук і швидкої, грайливої дотепності» у її персонажках. Ленні Абрахамсон, режисер фільму «Кімната», вважає, що в майстерності Ларсон «немає тієї ефектної інтенсивності, яка іноді привертає всю увагу», і сказав, що її «усвідомлення важкого життя» посилює її виступи. Дестін Деніел Креттон, який зняв її у фільмах «Короткий термін 12» і «Скляний замок», високо оцінив здатність Ларсон до імпровізації, заявивши: «Я ніколи не знаю, що трапиться, і часто вона не знає, що трапиться».
«Forbes» включив Ларсон до списку 30 до 30 років у 2016 році, а журнал «People» включив її до щорічного списку краси у 2016 та 2019 роках.  У 2018 році її назвали однією з найкращих американських акторів до 30 років від IndieWire. У 2019 році музей мадам Тюссо в Нью-Йорку відкрив воскову статую Ларсон в ролі капітана Марвел. У тому ж році журнал Time назвав її однією зі 100 найвпливовіших людей світу.

## Особисте життя
Ларсон стримано розповідає про своє особисте життя і відмовляється в інтерв'ю відповідати на запитання, які викликають у неї дискомфорт. Вона сказала, що боїться бути засудженою за свої недоліки, і що конфіденційність дозволяє їй грати різноманітні ролі, бути нетиповою. У 2013 році Ларсон почала зустрічатися з Алексом Грінвальдом, солістом гурту Phantom Planet, вони були заручені з 2016 по 2019 рік, жили разом у районі Голлівуд-Гіллз у Лос-Анджелесі. Вона віддала належне Грінвальду за те, що він створив для неї безпечний простір та дозволив ризикувати у своїй роботі. З 2019 року Ларсон була у стосунках з актором і режисером Елайджа Алланом-Бліцем. У 2023 році вона заявила, що неодружена, вказуючи на те, що вони з Алланом-Бліцем розлучилися.
Ларсон підтримує активну присутність у соціальних мережах і використовує їх як платформу для обміну думками та публікаціями, які вона пише сама. У 2020 році вона відкрила канал на YouTube. Вона також вела подкаст під назвою «Learning Lots» разом із акторкою Джессі Енніс.

## Фільмографія

### Кінофільми
| Рік  |   | Українська назва                | Оригінальна назва                         | Роль                           |
| ---- | - | ------------------------------- | ----------------------------------------- | ------------------------------ |
| 2004 | ф | Із 13 в 30                      | 13 Going on 30                            | одна із «шести лялечок»        |
| 2004 | ф | Нічна тусовка                   | Sleepover                                 | Ліз                            |
| 2006 | ф | Крик сови                       | Hoot                                      | Беатріс Ліп                    |
| 2009 | ф | Будинок вщент                   | House Broken                              | Сьюзі Декер                    |
| 2009 | ф | Just Peck                       | Just Peck                                 | Емілі Дональдсон               |
| 2009 | ф | Таннер Хол                      | Tanner Hall                               | Кейт                           |
| 2010 | ф | Ґрінберґ                        | Greenberg                                 | Сара                           |
| 2010 | ф | Скотт Пілігрим проти світу      | Scott Pilgrim vs. the World               | Енві / Наталі Адамс            |
| 2011 | ф | Бастіон                         | Rampart                                   | Хелен                          |
| 2012 | ф | Мачо і ботан                    | 21 Jump Street                            | Моллі                          |
| 2012 | ф | Проблема з Блісс                | The Trouble with Bliss                    | Стефані Джуські                |
| 2013 | ф | Пристрасті Дон Жуана            | Don Jon                                   | Моніка Мартелло                |
| 2013 | ф | Захоплюючий час                 | The Spectacular Now                       | Кессіді                        |
| 2013 | ф | Короткий термін 12              | Short Term 12                             | Грейс Говард                   |
| 2014 | ф | Гравець                         | The Gambler                               | Емі Філіпс                     |
| 2015 | ф | Дівчина без комплексів          | Trainwreck                                | сестра головної героїні        |
| 2015 | ф | Кімната                         | Room                                      | Ма                             |
| 2016 | ф | Перестрілка                     | Free Fire                                 | Жюстін                         |
| 2017 | ф | Конг: Острів Черепа             | Kong: Skull Island                        | Вівер                          |
| 2017 | ф | Скляний замок                   | The Glass Castle                          | Джаннетт Воллс                 |
| 2017 | ф | Крамниця єдинорогів             | Unicorn Store                             | Кіт                            |
| 2017 | ф |                                 | Basmati Blues                             | Лінда                          |
| 2019 | ф | Капітан Марвел                  | Captain Marvel                            | Керол Денверс / Капітан Марвел |
| 2019 | ф | Месники: Завершення             | Avengers: Endgame                         | Керол Денверс / Капітан Марвел |
| 2019 | ф | Судити по совісті               | Just Mercy                                | Єва Енслі                      |
| 2021 | ф | Шан-Чі та Легенда Десяти Кілець | Shang-Chi and the Legend of the Ten Rings | Керол Денверс / Капітан Марвел |
| 2023 | ф | Форсаж 10                       | Fast X                                    | Тесс                           |
| 2023 | ф | Марвели                         | The Marvels                               | Керол Денверс / Капітан Марвел |
| 2026 | ф | Месники: Судний день            | Avengers: Doomsday                        | Керол Денверс / Капітан Марвел |

### Телебачення
| Рік       |    | Українська назва                  | Оригінальна назва             | Роль                                                   |
| --------- | -- | --------------------------------- | ----------------------------- | ------------------------------------------------------ |
| 2003      | тф | На вірному шляху                  | Right on Track                | Кортні Ендерс                                          |
| 2009—2011 | с  | Чотири життя Тари                 | United States of Tara         | Кейт Грегсон (36 епізодів)                             |
| 2013—2014 | с  | Спільнота                         | Community                     | Рейчел (3 епізоди)                                     |
| 2016      | с  | Суботнього вечора в прямому ефірі | Saturday Night Live           | гість (епізод "Brie Larson / Alicia Keys")             |
| 2019      | с  | Джиммі Кіммел наживо!             | Jimmy Kimmel Live!            | гість (епізод "Brie Larson / Jamie Foxx")              |
| 2019      | с  |                                   | Running Wild with Bear Grylls | гість (епізод "Brie Larson")                           |
| 2022      | с  | Міс Марвел                        | Ms. Marvel                    | Капітан Марвел (епізод "No Normal")                    |
| 2023      | с  | Уроки хімії                       | Lessons in Chemistry          | Елізабет Зотт (8 епізодів)                             |
| 2023      | мс | Скотт Пілігрим стає до бою        | Scott Pilgrim Takes Off       | Енві / Наталі Адамс (6 епізодів)                       |
| 2024      | с  | Marvel Studios: Загальний збір    | Marvel Studios: Assembled     | у ролі самої себе (епізод "The Making of The Marvels") |
| 2025      | с  | Ведмідь                           | The Bear                      | Франсі Фак (епізод "Bears")                            |

### Відеоігри
| Рік  |    | Українська назва | Оригінальна назва | Роль         |
| ---- | -- | ---------------- | ----------------- | ------------ |
| 2022 | вг | Фортнайт         | Fortnite          | The Paradigm |